# Comazzo
Comazzo (lombardul: Cumàss) település Olaszországban, Lombardia régióban, Lodi megyében. Lakosainak száma 2304 fő (2023. január 1.). Comazzo Liscate, Merlino, Rivolta d’Adda, Settala és Truccazzano községekkel határos.

## Népesség
A település lakossága az elmúlt években az alábbi módon változott:
| Lakosok száma | 2290 | 2301 | 2304 |
|               | 2017 | 2018 | 2023 |